# Brachyglottis rotundifolia
Brachyglottis rotundifolia is een plantensoort uit de composietenfamilie (Asteraceae). Het is een grote struik of boom die een groeihoogte van 6 meter of meer kan bereiken. De taaie bladeren zijn dik en leerachtig en hebben een lengte van 4 tot 10 centimeter. De bladeren hebben een donkergroene kleur en zijn glanzend, aan de onderzijde zit witte of lichtbruine dons.
De soort komt voor in Nieuw-Zeeland, waar deze voorkomt op het Zuidereiland, Stewarteiland en op de Solandereilanden. Hij groeit daar op kustkliffen en langs oevers, van zeeniveau tot aan de boomgrens. Brachyglottis rotundifolia var. ambigua komt alleen op het Zuidereiland voor, die vooral groeit te midden van kreupelhout.
De soort staat op de Rode Lijst van de IUCN geklasseerd als 'niet bedreigd'.

## Variëteiten
- Brachyglottis rotundifolia var. ambigua (Cheeseman) B.Nord.
- Brachyglottis rotundifolia var. rotundifolia